# Vakantieliefde
Vakantieliefde (ook bekend als Vakantieliefde (Embrasse moi)) is een single van de Belgisch-Nederlandse zanger Batiste uit 2002. 

## Achtergrond
Vakantieliefde is geschreven door Baptiste De Pape en geproduceerd door Roel Jongenelen. Het is een nederpoplied dat gaat over een vakantieliefde en het afscheid van haar. Het was in 2001 de inzending van de zanger voor het AHC-Songfestival, een liedwedstrijd voor Nederlandse studentenverenigingen. Het lied is grotendeels Nederlandstalig, maar heeft ook enkele Franse regels. Hierover vertelde de zanger: "(...) Het nummer moest in het Nederlands, maar ik ben fan van Patrick Bruel, Jacques Brel, Stef Bos, dus ik vond dat Franse stukje erin lekker klinken." Een deel van de zang op het lied is van zangeres Michelle Bertens.

## Hitnoteringen
Het lied had bescheiden succes in Nederland. Het stond negen weken in de Mega Top 100 en kwam hier tot de 26e plaats. 

## Cover en remix
In 2008 maakte de zanger een remix van het lied samen met de Nederlandse rapper Yes-R. Deze versie had geen hitsucces. Het lied werd in 2018 gecoverd door zanger Yves Berendse, ook zonder hitnoteringen. 